# Wyspa językowa

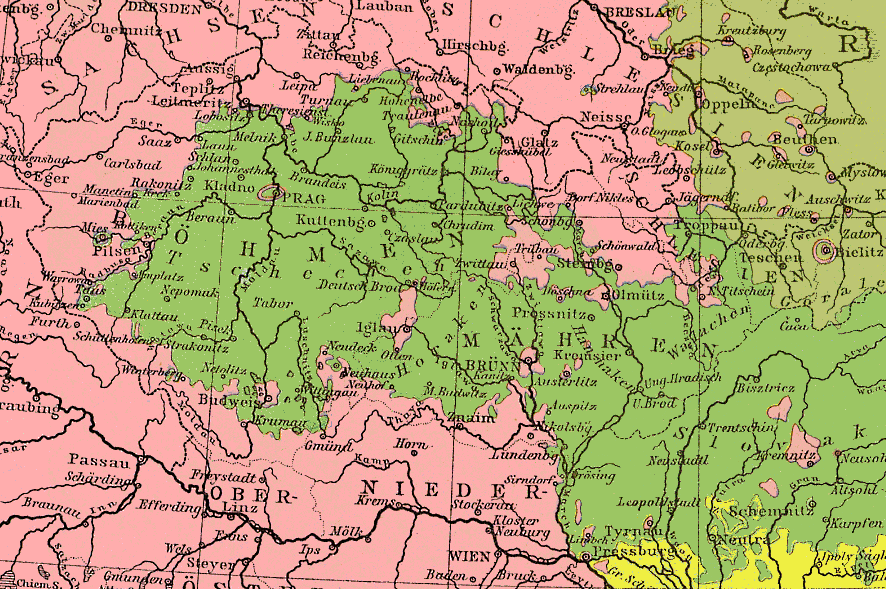
Mapa językowa Czech i Moraw z 1880 r.; widać niemieckie wyspy językowe (kolor różowy) wewnątrz zwartego obszaru języka czeskiego (kolor zielony).

Wyspa językowa (niem. Sprachinsel) – miejsce, w którym większość ludności posługuje się innym językiem niż ludność zamieszkująca obszar otaczający „wyspę”. Do powstawania wysp dochodzi na skutek osadnictwa na danym terenie ludności obcej etnicznie, która nie asymiluje się z otoczeniem, zachowując swoją kulturę, obyczaje i język. Termin został użyty po raz pierwszy w roku 1847. 
Przykładami wysp językowych były przed II wojną światową m. in. „niemieckie wyspy językowe” (niem. Deutsche Sprachinsel) w Europie Środkowej, do których zaliczały się m.in. okolice Bielska-Białej (bielsko-bialska wyspa językowa), Krosna i Sanoka (patrz głuchoniemcy),  Gliwic i wielu innych miast górnośląskich, Brna, Igławy, Czeskich Budziejowic, Ołomuńca, Bratysławy, Vyškova czy Svitav (Hřebečsko).
Współcześnie wiele tego typu obszarów występuje np. na Bałkanach. Bardzo dobrym przykładem wysp językowych jest język ladyński, używany w kilkunastu rozproszonych wioskach otoczonych w Tyrolu Południowym obszarem języka niemieckiego lub (na wschodzie) włoskiego.